# Конфедерация Новой Англии

Флаг Конфедерации Новой Англии

Соединённые колонии Новой Англии или Конфедерация Новой Англии (англ. New England Confederation,  United Colonies of New England) — политический и военный союз британских колоний, основанный в 1643 году.
После окончания Пекотской войны поселенцы Новой Англии решили создать союз колоний, чтобы лучше противостоять угрозе нападений со стороны индейцев. Толчком для создания конфедерации послужила война между мохеганами и наррагансеттами. После переговоров, которые длились несколько лет, лидеры британских колонистов Новой Англии встретились в Бостоне в 1643 году и образовали союз, который стал известен как Конфедерация Новой Англии. В состав конфедерации входили: Колония Массачусетского залива, Плимутская колония, Колония Коннектикут и Колония Нью-Хейвен. Основной целью союза было объединение пуританских колоний в борьбе против индейских племён. Союз колоний имел общее военное командование и вооружённые силы. В совет конфедерации входило 8 человек, по 2 от каждой из колоний. Собрания совета соединённых колоний происходили ежегодно.
В 1654 году Массачусетс отказался присоединиться к войне против Голландской республики во время Первой англо-голландской войны. Но в 1675 году, когда началась Война Короля Филипа  между британскими колонистами Новой Англии и индейскими племенами северо-восточной части Северной Америки, альянс колоний был восстановлен.
Конфедерация перестала существовать в 1684 году.